# Ferdinand Hodler

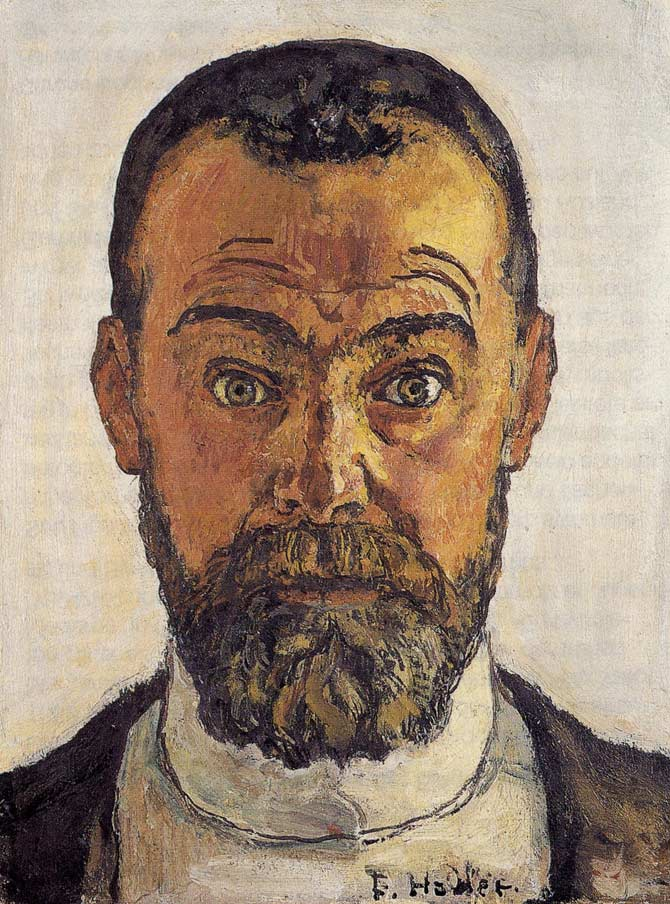
Selbstbildnis mit aufgerissenen Augen III, 1912

Ferdinand Hodler (* 14. März 1853 in Bern; † 19. Mai 1918 in Genf; heimatberechtigt in Gurzelen BE, Ehrenbürger der Stadt Genf) war ein Schweizer Maler des Symbolismus und des Jugendstils. Eine besondere Rolle spielen seine Selbstbildnisse als Selbstbiographie in einzelnen Schaffensperioden. Er ist einer der bekanntesten Schweizer Maler des 19. Jahrhunderts.

## Leben

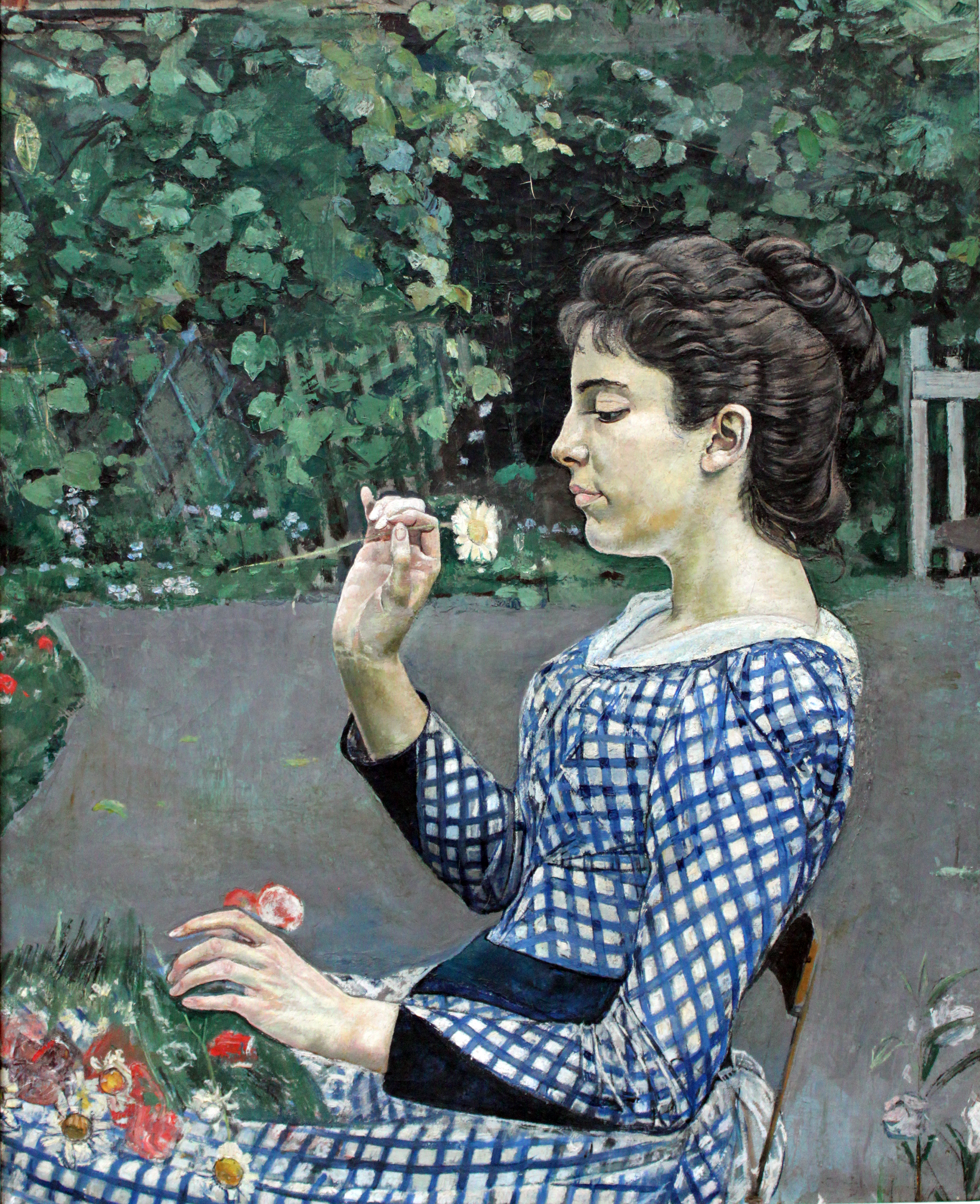
Hélène Weiglé, 1888, Städelsches Kunstinstitut

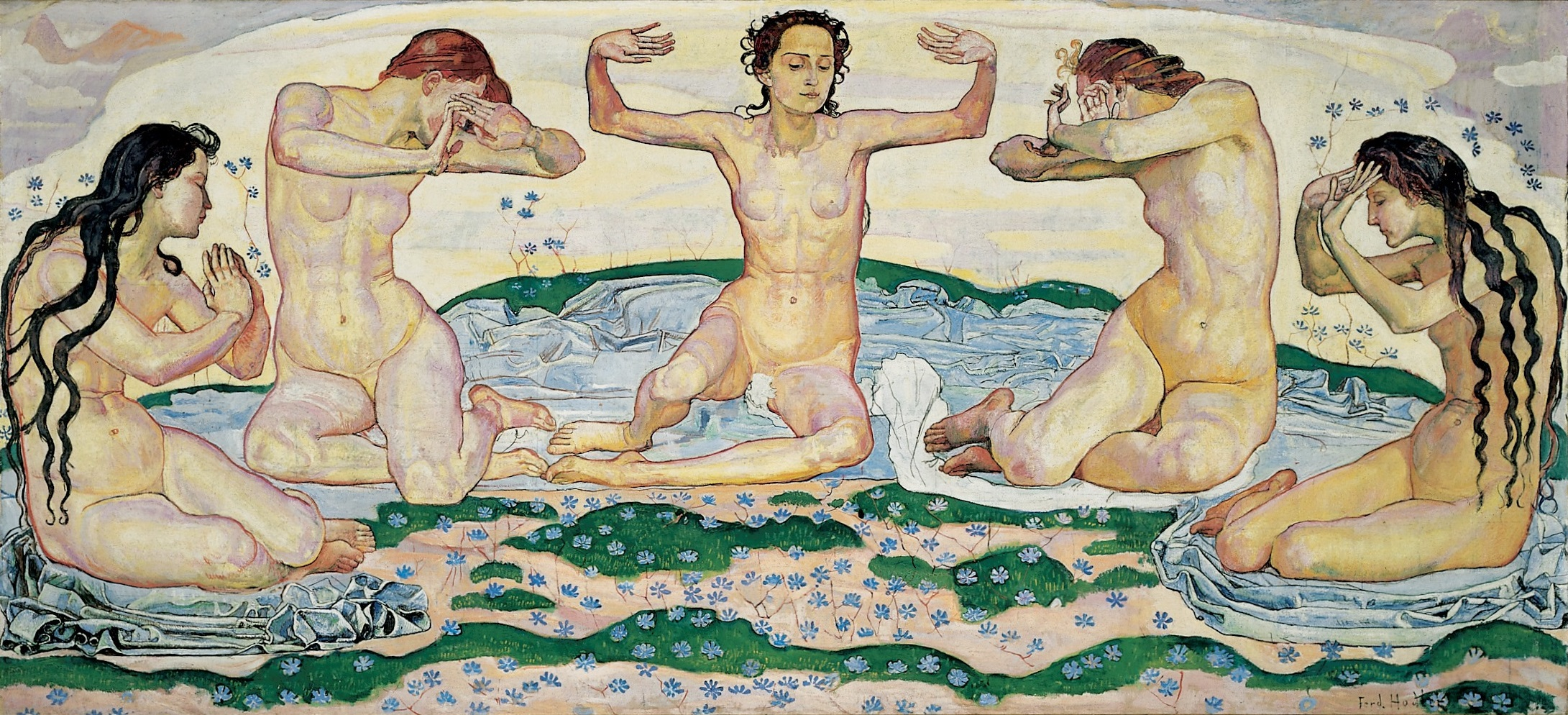
Der Tag, 1900

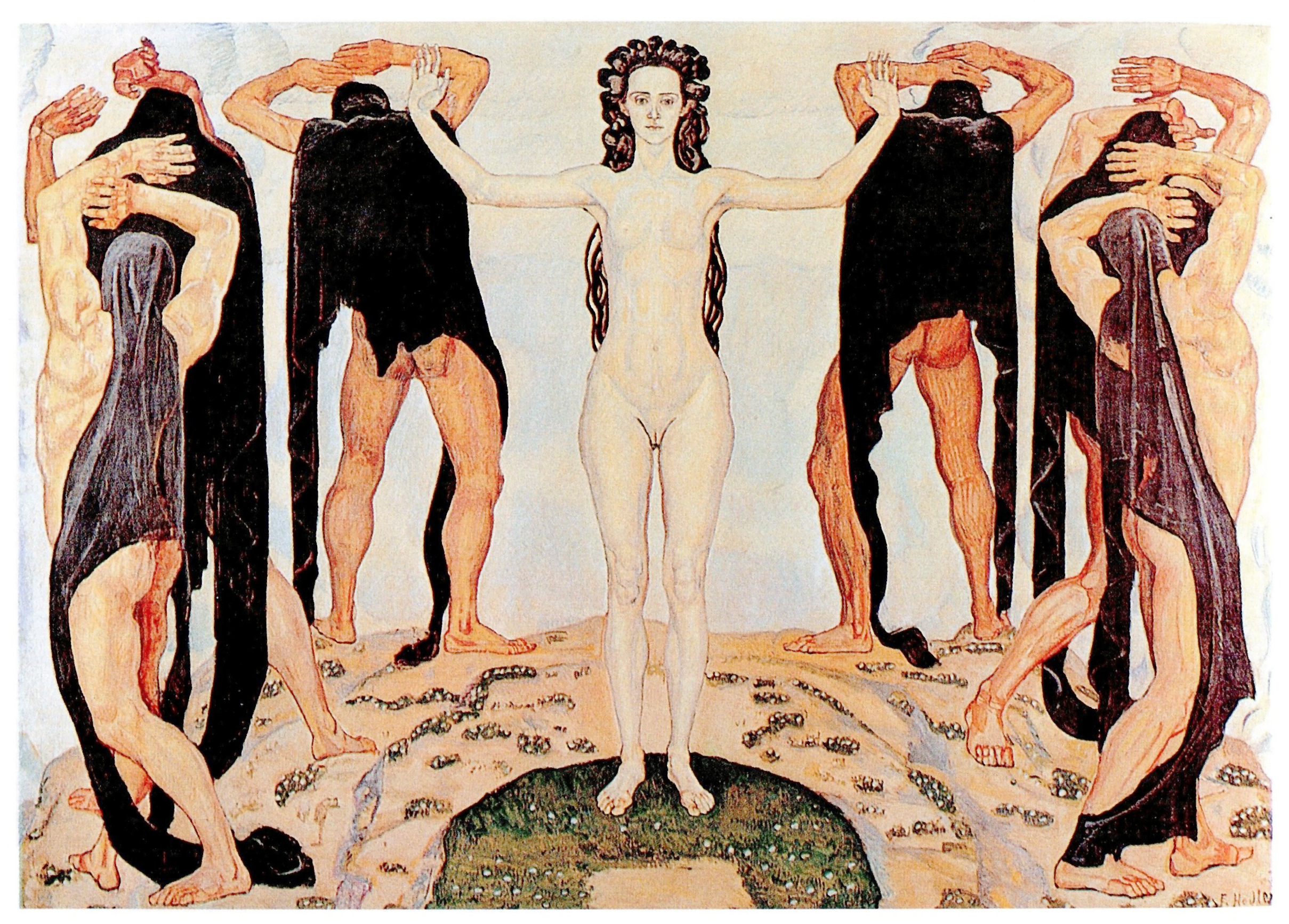
Die Wahrheit, 1903

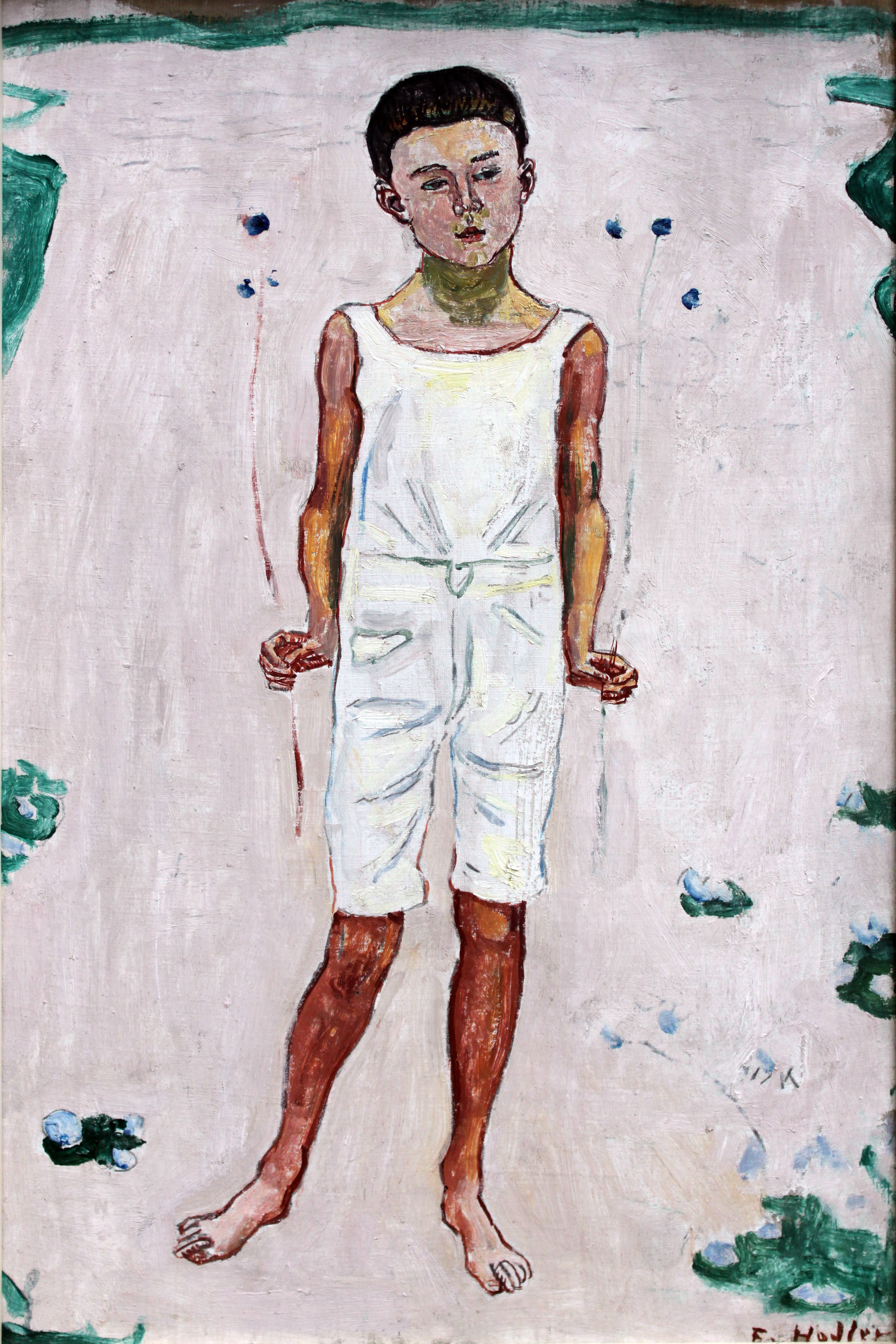
Hodler, Die Kindheit, 1893, Städelsches Kunstinstitut

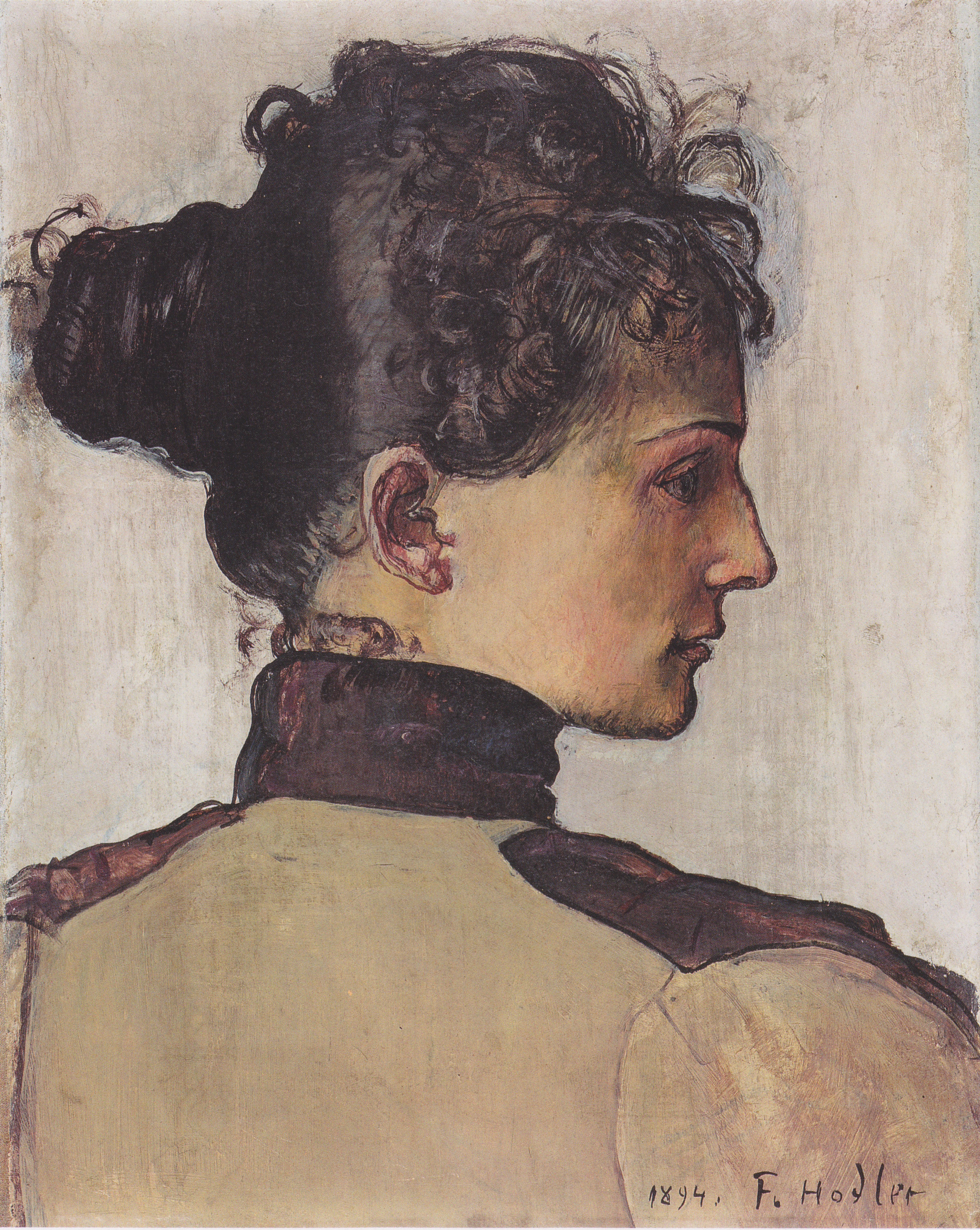
Berthe Jacques, 1894

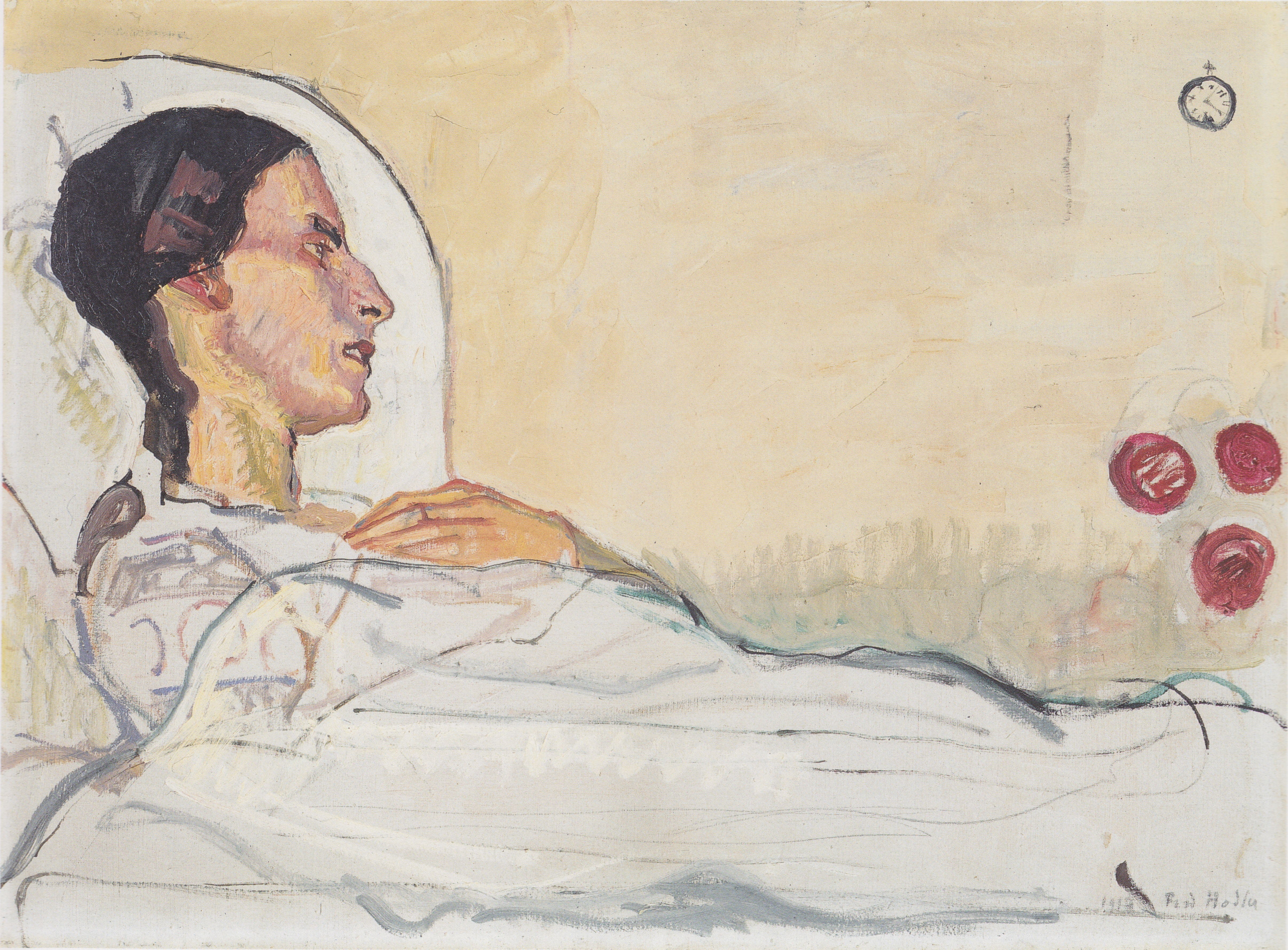
Valentine Godé-Darel im Krankenbett

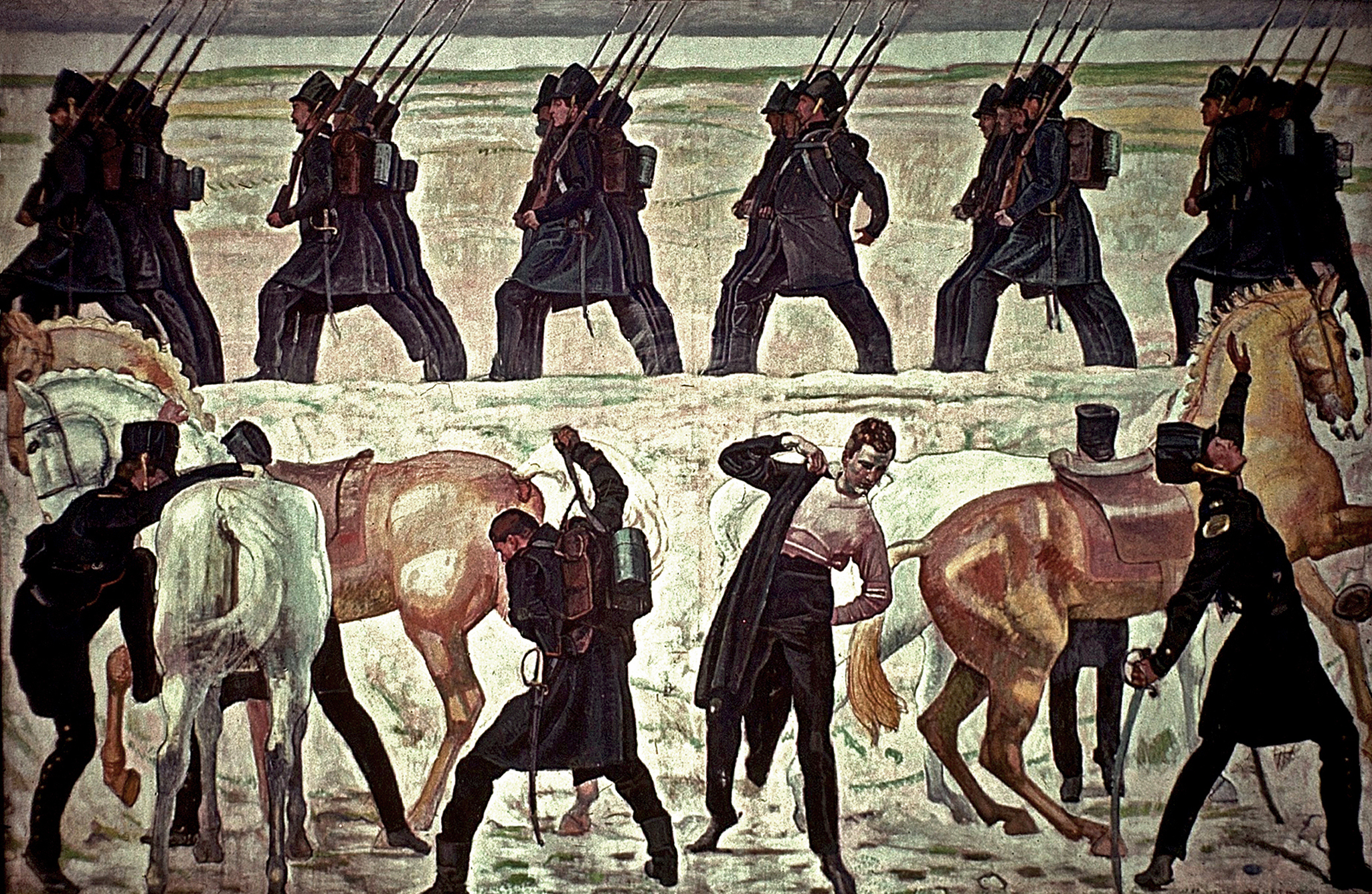
Auszug der deutschen Studenten in den Freiheitskrieg 1813, Aula der Friedrich-Schiller-Universität Jena

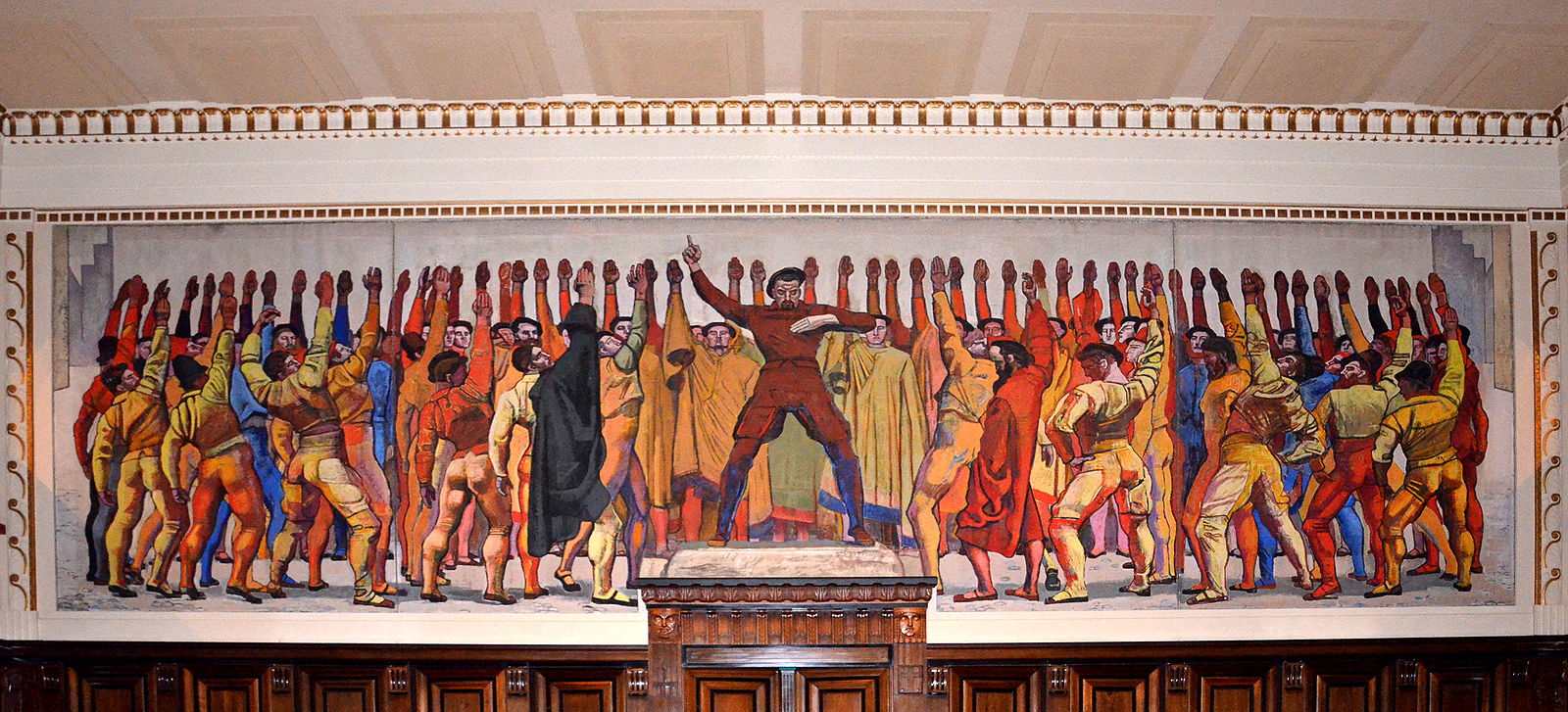
Einmütigkeit (auch: Der Schwur), 1913, „Hodler-Saal“ im Neuen Rathaus von Hannover

Plakat zur Ausstellung von Ferdinand Hodler im Kunsthaus Zürich, 1917

Ernst Heller: Büste von Ferdinand Hodler, 1917, Kunsthaus Zürich

Ferdinand Hodler wurde im Käfigturm geboren und wuchs in ärmlichen Verhältnissen auf. Sein Vater, der Schreiner Johannes Hodler, starb 1860 mit 31 Jahren an Tuberkulose. Die Mutter Margarete Hodler, in zweiter Ehe mit dem Dekorationsmaler Gottlieb Schüpbach verheiratet, starb 1867 an derselben, damals Schwindsucht genannten Krankheit. Sie liess sechs Kinder zurück, von denen Ferdinand das älteste war. In den folgenden 18 Jahren starben nach und nach alle seine Geschwister, ebenfalls an Tuberkulose. 1865 hatte Ferdinand Hodler als 12-Jähriger die Werkstatt des alkoholkranken Stiefvaters übernommen und ernährte nun die Familie.
In Thun trat er um 1868 eine Lehre als Ansichtenmaler an. Mit 18, inzwischen Lehrling des Vedutenmalers Ferdinand Sommer, ging er Ende 1871 nach Genf, malte Firmenschilder und kopierte Bilder im Musée Rath, wo er schliesslich 1872 von Barthélemy Menn entdeckt und dessen Schüler wurde. In den folgenden Jahren studierte Hodler die alten Meister und orientierte sich an den grossen Künstlern seiner Zeit, so etwa an Camille Corot und Gustave Courbet. 1878/1879 unternahm er eine Reise nach Spanien, wo er sich u. a. mit den Werken von Diego Velázquez, Tizian, Raffael, Peter Paul Rubens und Jusepe de Ribera auseinandersetzte. 1881 arbeitete er mit anderen Mennschülern am Bourbaki-Panorama des Historienmalers Edouard Castres.
1874 gewann Hodler den 1. Preis des Wettbewerbs «Concours Calame», der in Andenken an den berühmten Landschaftsmaler Alexandre Calame von der «Société des Arts de Genève» in Genf ausgeschrieben worden war. Für sein Bild mit dem Titel «Sous-Bois» («Le Nant de Frontenex», deutscher Titel „Waldinneres“, übersetzt Unterholz) erhielt er ein Preisgeld in Höhe von 300 Franken.
Bis zum Ende seiner Ausbildung 1878 an der Genfer Ecole de Dessin beteiligte er sich an weiteren Ausstellungen mit Einzelwerken. Weitere Ausstellungen folgten in London 1881, in Zürich 1883, in Genf 1884 und 1885 zur Weltausstellung in Antwerpen. Mitte der 1880er Jahre begann Hodler, sich von den künstlerischen Vorbildern seiner frühen Jahre zu lösen. Ab 1885 entstanden Bilder im von ihm entwickelten, Parallelismus genannten Stil. Damals wurde der „Leib-Seele-Parallelismus“ unter dem Einfluss der Schriften von Wilhelm Wundt stark diskutiert. Hodler sah, dass sich die Natur in parallelen Mustern organisiert: die Baumstämme im Wald, die symmetrischen Linien des menschlichen Körpers, die symmetrische Opposition von Tag und Nacht, Mann und Frau. Auch von der ständigen Konfrontation mit Sterben und Tod seit seiner Kindheit, von typisch schweizerischen Anschauungen und von der Natur wurde Hodlers künstlerisches Schaffen stark beeinflusst.
Im Dezember 1885 hatte er im Genfer Cercle des Beaux-Arts seine erste Einzelausstellung. Die zweite Einzelschau wurde ihm 1887 im Kunstmuseum Bern seiner Heimatstadt ermöglicht. Zunehmend fand er mit seinen Arbeiten Anklang, Zustimmung und positive Resonanz für seine „schweiztypischen Gestaltungsarten“, zum Beispiel mit dem Bild Das mutige Weib von 1886, bei dem ihm seine bevorzugte Ausrichtung, die Verbindung von Naturalismus und Schönheitsprinzip, bestätigt wurde. Aber er erhielt auch harsche Kritik, erfuhr Ablehnung von Werken, Ausschluss bestimmter Bilder und handfeste Behinderung der Ausstellung seiner Werke, so durch den Genfer Stadtpräsidenten Théodore Turrettini. Das führte in mehreren seiner Schaffensperioden zu schweren öffentlichen Auseinandersetzungen bis hin zur Stilisierung eines sogenannten „Falls Hodler“, worin sich besonders die konservative Presse in einzelnen Schweizer Regionen hervortat.
Hodler begegnete 1884 Augustine Dupin, die ihm für verschiedene Werke Modell stand und von der er 1909 ein Bildnis anfertigte, das sie auf dem Totenbett zeigt. Der gemeinsame Sohn Hector wurde 1887 geboren. 1889 heiratete Hodler Bertha Stucki, doch die Ehe wurde bereits 1891 wieder geschieden. Auf dem Gemälde Die Nacht, das im selben Jahr entstand, sind beide Frauen dargestellt.

Mit diesem Gemälde, das die Motive Schlaf, Tod und Sexualität thematisiert, gelang Hodler der Durchbruch. Die Ausstellung des Bildes im Musée Rath in Genf wurde zwar in letzter Minute verhindert und das Gemälde als sittenwidrig verurteilt. Aber eine daraufhin privat organisierte Ausstellung wurde zum grossen Erfolg. Es folgten Ausstellungen und Ehrungen in Paris, München, London, Berlin, Wien und Venedig.
1892 stellte Hodler im Salon de la Rose + Croix in Paris das Gemälde Die enttäuschten Seelen aus und wurde Mitglied dieser Gesellschaft.
Im Jahr 1897 gewann Hodler einen Wettbewerb zur Ausschmückung der Waffenhalle des Schweizerischen Landesmuseums in Zürich zum Thema „Der Rückzug der Schweizer aus der Schlacht von Marignano“ im Jahr 1515. Hodlers Entwürfe führten zum bisher grössten Kunststreit in der Schweiz, da der Direktor des Landesmuseums, Heinrich Angst, seine Entwürfe boykottierte, und erst eine Delegation des Bundesrats aus Bern nach Zürich reisen musste, um Hodlers Werke abzusegnen. Die Standhaftigkeit Hodlers sowie die tatkräftige Unterstützung nationaler und internationaler Kunstliebhaber führten in dieser und zahlreichen ähnlich gelagerten Auseinandersetzungen um den Sinn und die Rolle der Kunst zum Durchbruch. Im Zusammenhang mit diesen Kontroversen steht sein 1897 gehaltener Vortrag Über die Kunst, der später mehrfach in anderen Publikationen abgedruckt wurde.
1894 lernte Hodler Berthe Jacques kennen, die 1897 seine zweite Ehefrau wurde. Diese Ehe blieb ebenso wie die erste kinderlos. Zwischen 1896 und 1899 erteilte Hodler Zeichen- und Malunterricht am Gewerbemuseum in Freiburg. Zu seinen Schülern gehörten unter anderen Oswald Pilloud, Hiram Brülhart, Raymond Buchs und Jean-Edouard de Castella. Am 12. März 1897 hielt er beim freiburgischen Kunstverein einen Vortrag mit dem Titel Die Mission des Künstlers.
Während der Weltausstellung in Paris 1900 bekam Hodler die Goldmedaille für drei seiner ausgestellten Werke. Bis 1900 beschickte er über 200 Ausstellungen. Er war jetzt einer der führenden Maler Europas und von seinen Stilformen und der Aussagekraft seiner Arbeiten her ein typischer Vertreter schweizerischer Kunst. Das alles verbesserte auch seine bis dahin eher prekäre wirtschaftliche Lage. Noch im selben Jahr wurde er Mitglied der Wiener und der Berliner Secession, 1904 auch der Münchner Sezession.
1905 fragte der württembergische Ministerpräsident Karl von Weizsäcker bei Hodler an, ob dieser an der Königlichen Akademie der bildenden Künste in Stuttgart die Nachfolge von Leopold von Kalckreuth übernehmen wolle, was er jedoch ablehnte. 1908 begegnete Hodler Valentine Godé-Darel (1873–1915), die seine Geliebte wurde. Godé-Darel erkrankte 1913 kurz nach der Geburt der gemeinsamen Tochter an Krebs. Ihr Weg durch Krankheit und Siechtum bis in den Tod wurde von Hodler in zahlreichen Gemälden und Zeichnungen festgehalten.
Die Tochter Pauline (auch Paulette, 1913–1999) wurde schon während der Krankheit ihrer Mutter von Hodlers Ehefrau Berthe aufgezogen und später von Hodler adoptiert. Pauline Valentine Magnenat-Hodler trat später selbst als Malerin in Erscheinung.
Wie Meilensteine markieren Hodlers 113 Selbstbildnisse seine Entwicklung als Mensch und Künstler. Sie zeugen von der Suche nach Identität, nach gesellschaftlichen und persönlichen Werten, sie sind Ausdruck seiner Proteste, seiner Hartnäckigkeit und sind oft ein deutlicher Spiegel seiner seelischen Verfassung. Angefacht durch seinen Selbsterhaltungstrieb bei den immer wieder zu führenden Auseinandersetzungen mit der eigenen Aussenwelt gelingt es ihm, sich selbst als Beispiel einer Haltung in Szene zu setzen. Ausdruck dafür sind unter anderen Der Zornige 1881, Der Geschichtsschreiber 1886, Das Pariser Selbstbildnis 1891, Selbstbildnis mit den Rosen 1914 und Letztes Selbstbildnis 1918.
Hodler führte ein erbittertes Ringen darum, die Welt, wie sie ist, zu verstehen und sein eigenes Weltbild in der Kunst auszudrücken. Kompromisslose Wahrheitsliebe gegenüber der Natur und der menschlichen Schönheit war sein Ziel. „Ich setze die Wahrheit über die Schönheit – ich kann nicht anders“, schrieb er 1883 an einen Musikerkollegen. Beginnend mit dem Bildnis Die Nacht hat Hodler mehrere Werke geschaffen, die in diesem Sinne Signale und Wirkungen seiner Auseinandersetzung mit Natur, Schönheit und geschichtlichen Werten sind. Hodlers späte, expressionistisch anmutende einfache Landschaftsgemälde machen ihn auch zu einem der bedeutendsten Maler der Alpenlandschaft.

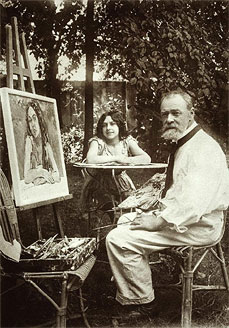
Ferdinand Hodler,
Foto: Paul Bonzon, 1916

In Deutschland wurde Hodler 1914 aus fast allen Künstlervereinigungen ausgeschlossen, als er einen Protestbrief gegen den Beschuss der Kathedrale von Reims durch die deutsche Artillerie im Ersten Weltkrieg unterschrieb. Um das Gemälde Auszug der deutschen Studenten in den Freiheitskrieg 1813 entspann sich daraufhin einer der größten Kunstskandale des Kaiserreichs – seither unverlierbar als der „Fall Hodler“ im Schwarzbuch der europäischen Kulturgeschichte eingeschrieben. In seiner Heimat aber wuchs seine Anerkennung: Schon 1911 wurden zwei Banknoten mit seinen Motiven Der Mäher und Der Holzfäller bedruckt, 1913 wurde ihm der Ehrendoktor der Universität Basel verliehen. 1916 erhielt er eine Professur an der Ecole des Beaux-Arts in Genf. 1917 veranstaltete das Kunsthaus Zürich eine erste grosse Retrospektive. In seinem Todesjahr wurde er Ehrenbürger von Genf.
Hodler war eng mit dem Berner Schriftsteller Carl Albert Loosli befreundet, der auch einige Bücher über ihn veröffentlichte. Intensive Kontakte zu zahlreichen Künstlern seiner Zeit wie Cuno Amiet, Gustav Klimt, Giovanni Giacometti und vielen anderen halfen ihm, internationales Ansehen und eine breite Öffentlichkeit für seine Arbeiten im europäischen Raum zu finden. Er war Mitglied im Deutschen Künstlerbund.

## Posthum

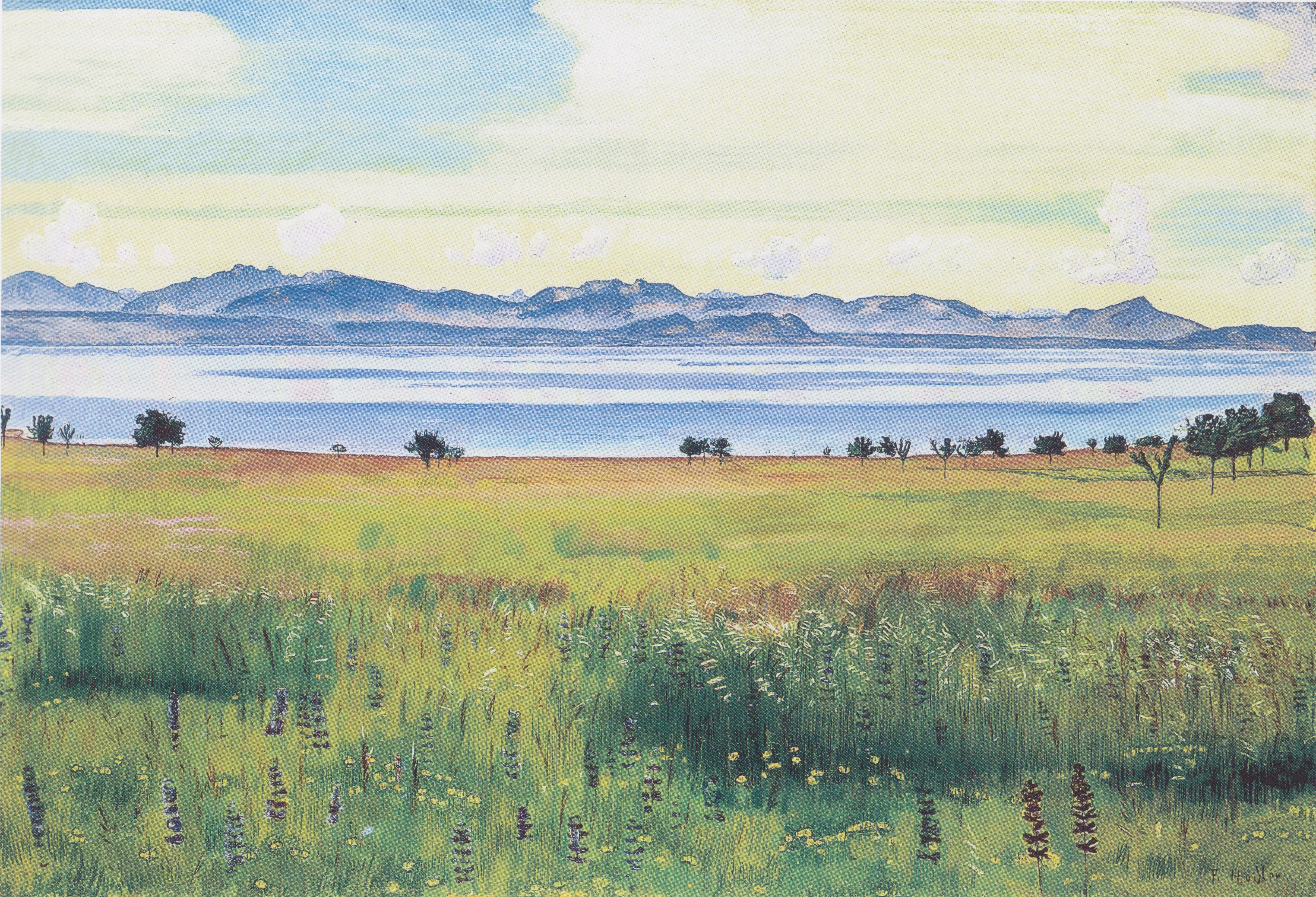
Der Genfersee von Saint-Prex, 1901

1932 wurde in Bern die vormalige Waisenhausstrasse zu Ehren Ferdinand Hodlers in „Ferdinand Hodler Strasse“, seit 1. Januar 1948 Hodlerstrasse umbenannt; an ihr befindet sich das Kunstmuseum Bern.

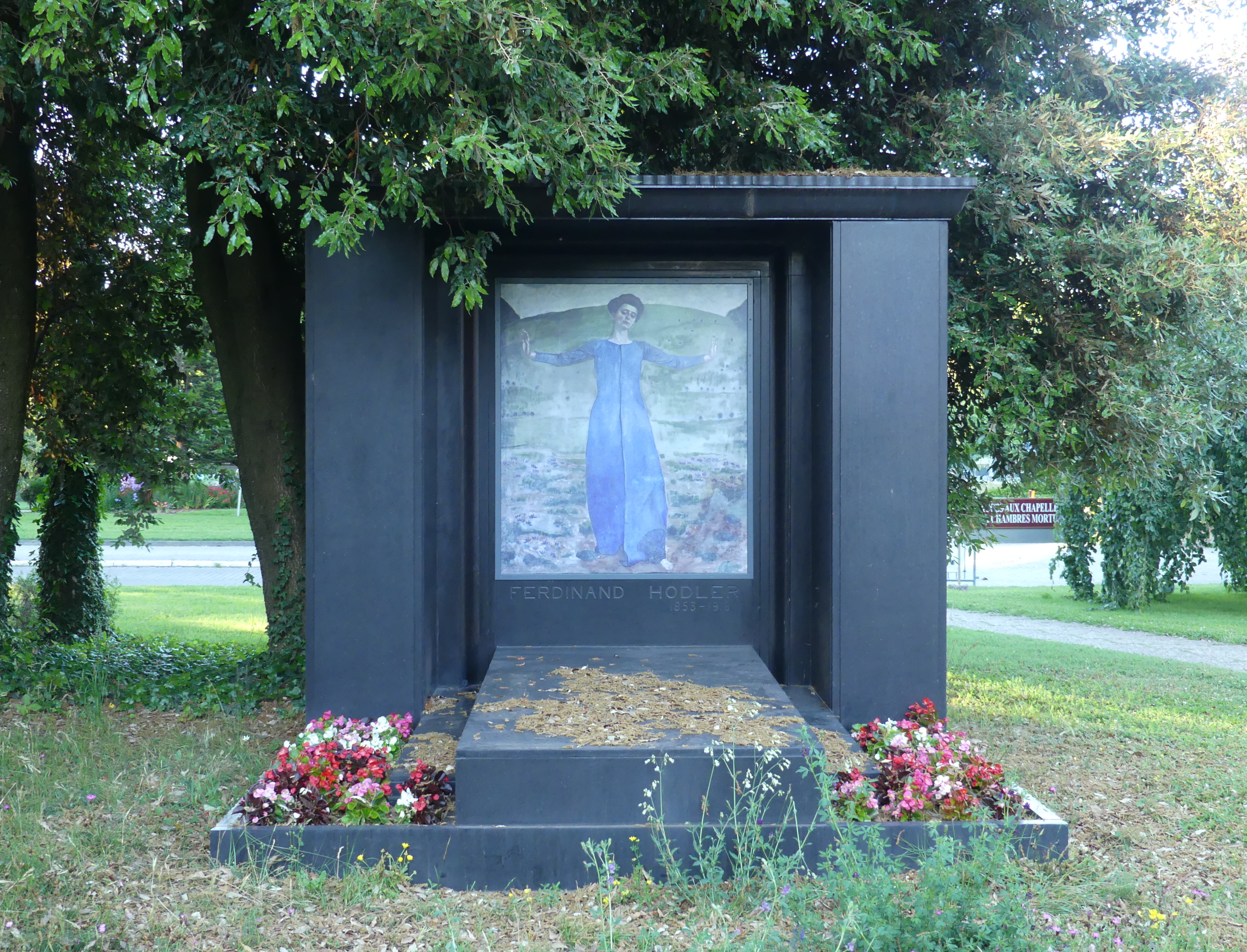
Hodlers Grab auf dem Cimetière de Saint Georges in Genf

1944 schrieb die Stadt Genf zusammen mit dem Eidgenössischen Departement des Innern einen Wettbewerb für die Errichtung eines Ferdinand Hodler-Denkmals aus. Für die eingegangenen 24 Entwürfe verlieh die Jury keinen ersten Preis. Jedoch erhielt Jakob Probst den Auftrag, das Denkmal für Hodler zu schaffen. Der 25 Tonnen schwere Walliser Kalksteinblock stellt eine vier Meter hohe Kriegerfigur dar, die an das Gemälde von Hodlers Die Schlacht von Marignano erinnern sollte. Kaum fertig gestellt, wurde das Denkmal von der Jury als zu massiv und mächtig befunden und abgelehnt. 1955 wurde das Denkmal als Wehrdenkmal im Stadtpark Olten aufgestellt.
Am 5. Juni 2007 erzielte Der Genfersee von Saint-Prex aus mit 10,9 Millionen Schweizer Franken bei einer Auktion von Sotheby’s den höchsten Preis, den ein Gemälde eines Schweizer Malers je erreichte.

## Werke (Auswahl)

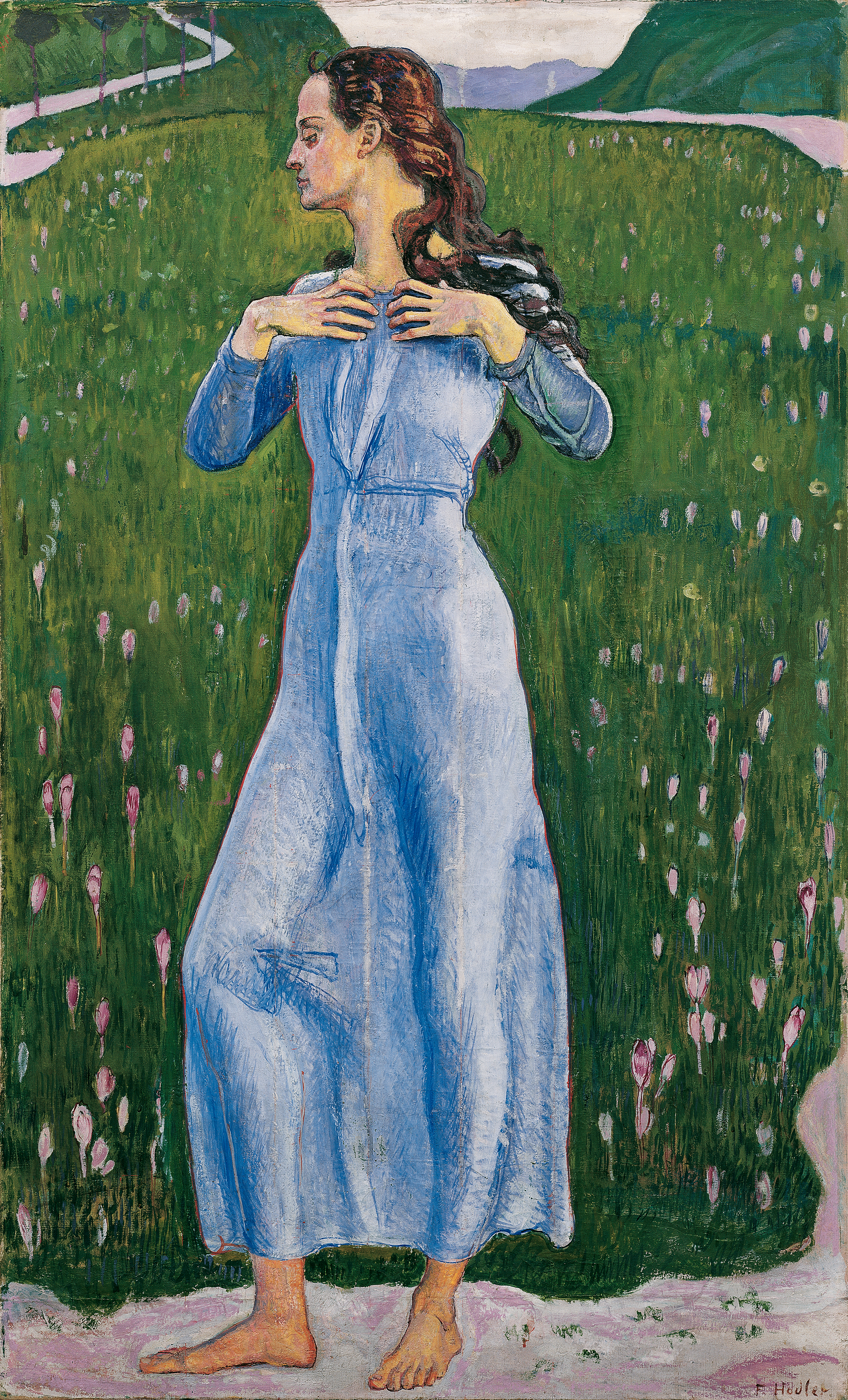
Ergriffenheit, 1900, Belvedere, Wien

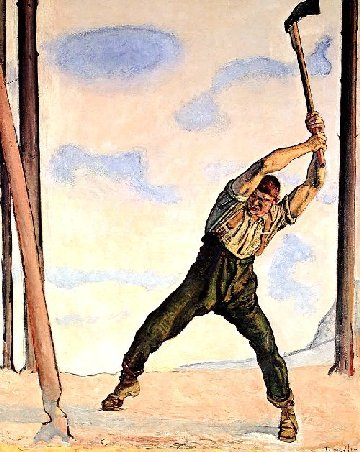
Der Holzfäller, 1910

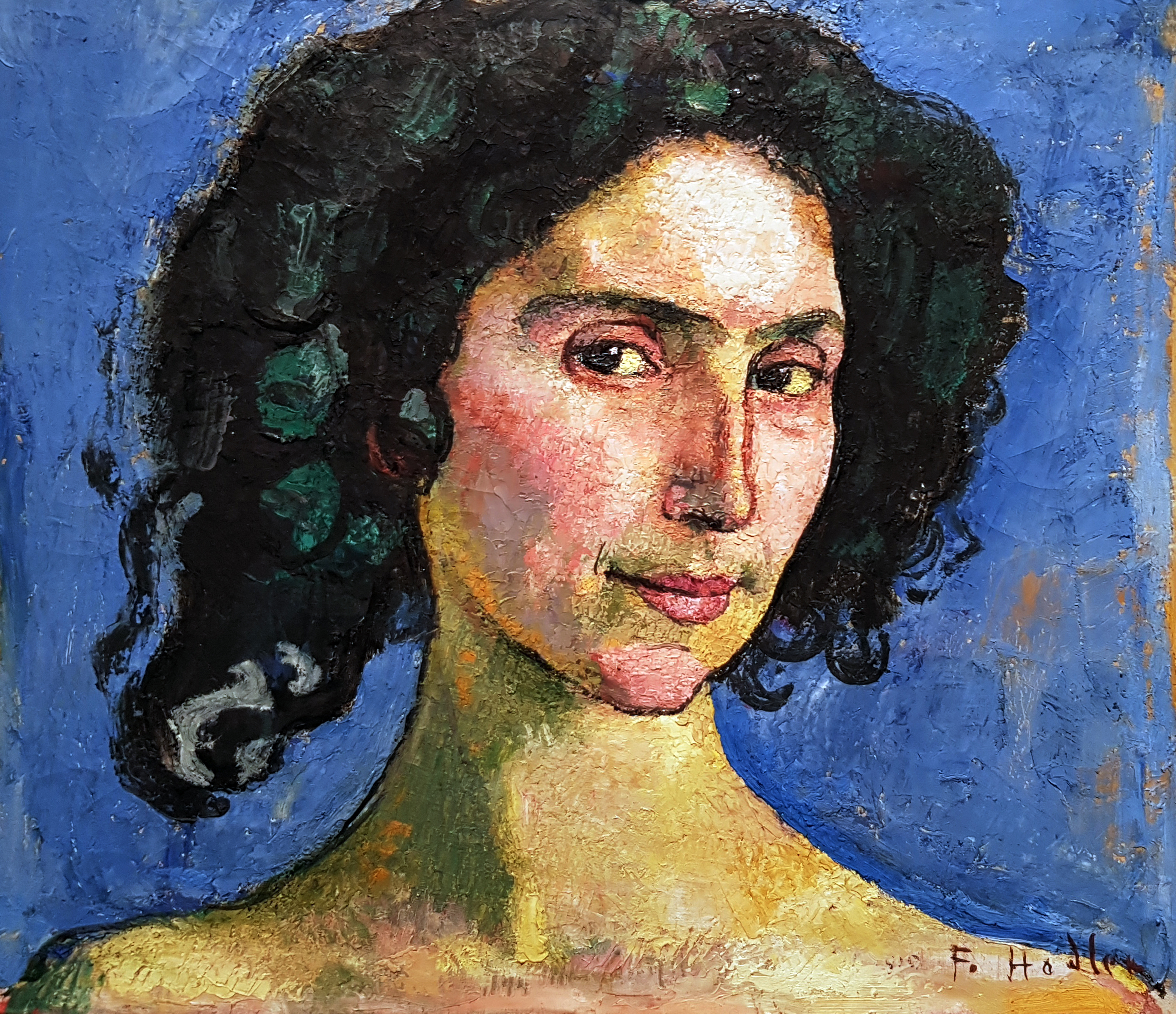
Tänzerin Giulia Leonardi, 1910, Wallraf-Richartz-Museum in Köln

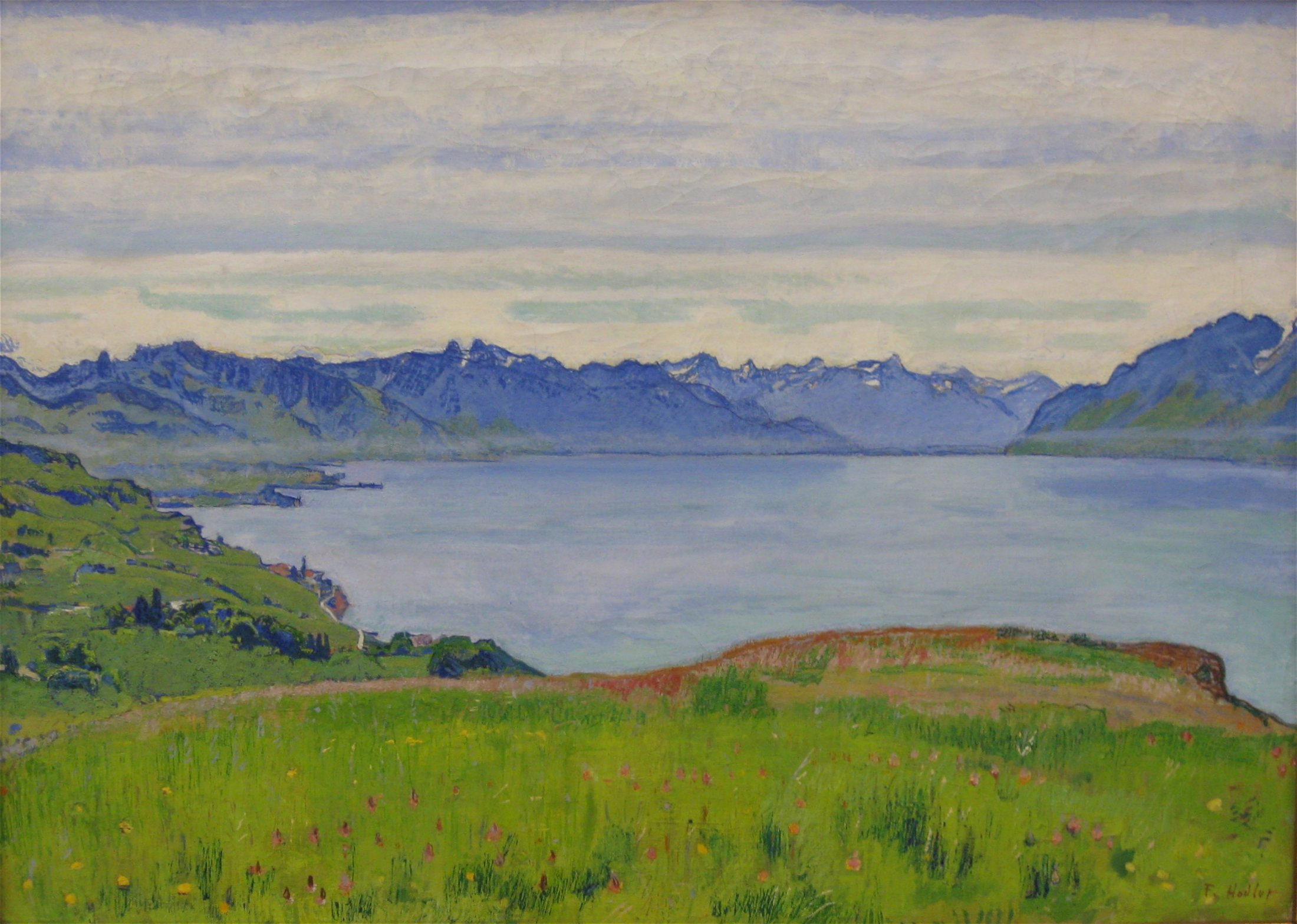
Landschaft am Genfer See, um 1906, Neue Pinakothek in München

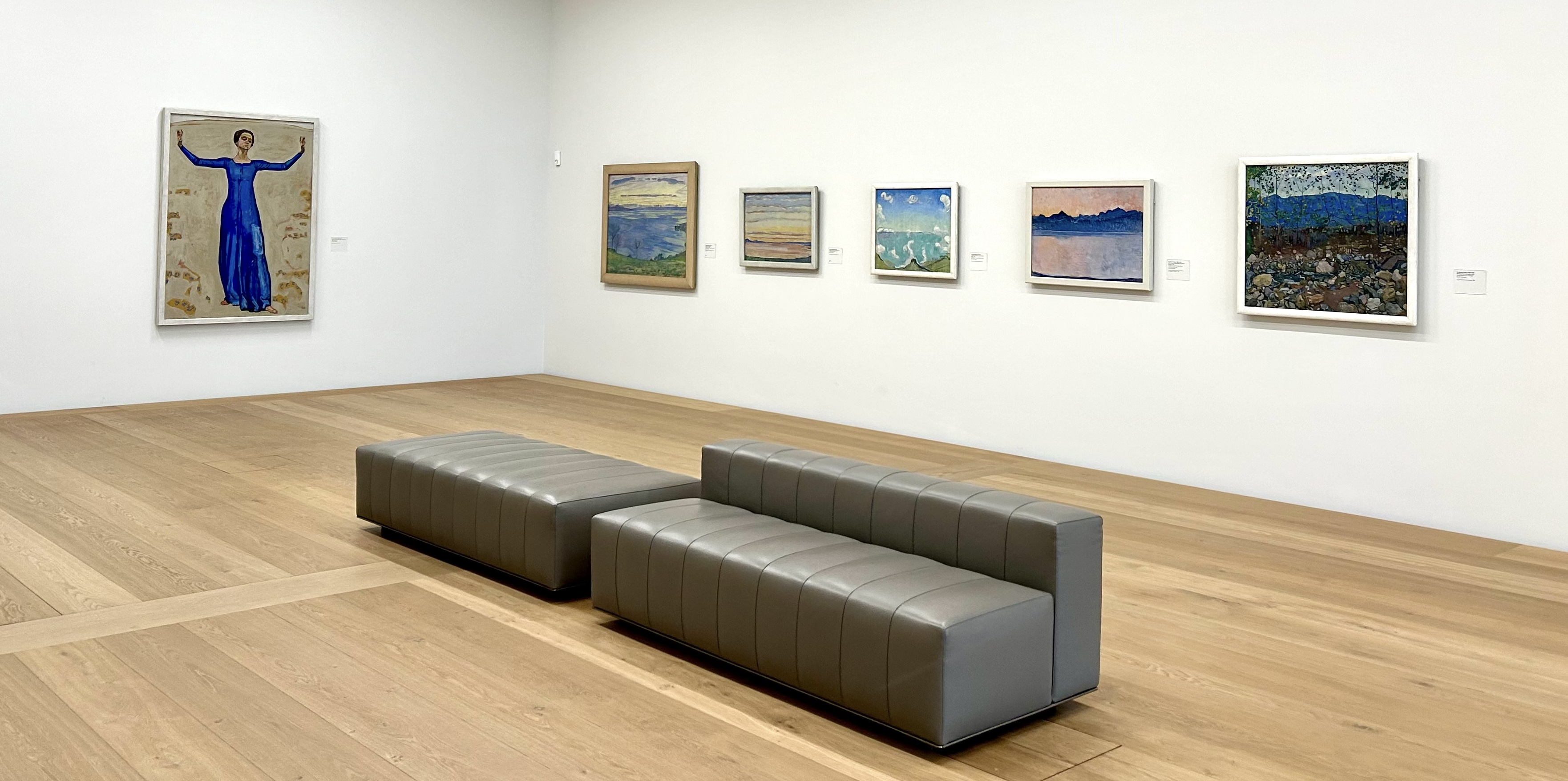
Hodler-Raum in Kunsthaus Zürich

- 1878: Am Ufer des Manzanares, Öl auf Leinwand, 44 × 65 cm, Genf, Musée d’art et d’histoire
- 1886: Das mutige Weib, Öl auf Leinwand, 99 × 171,5 cm, Basel, Kunstmuseum (Inv. Nr. 1544)
- 1890: Mädchen im Hemd, am Fenster, Öl auf Leinwand, 47,5 × 32,5 cm Neuss, Clemens-Sels-Museum
- 1892: Die Lebensmüden, Öl auf Leinwand, 149,7 × 294 cm, München, Neue Pinakothek (Inv. Nr. 9446)
- 1895: Abend am Genfersee von Chexbres aus, Öl auf Leinwand, 100 × 130 cm, Zürich, Kunsthaus
- 1896: Der Traum des Hirten, Öl auf Leinwand, 239 × 149 cm, New York City, Metropolitan Museum
- 1897: Der Traum, Mischtechnik auf braunem Papier, 98,5 × 67,5 cm, Zürich, Privatsammlung
- 1898: Kastanienallee bei Biberist, Öl auf Leinwand, 38 × 55 cm, ex Sammlung Oskar Miller, Christie’s, Zürich 2012
- 1898: Bildnis Madame de R., Mischtechnik auf Holz, 35 × 27 cm (abgebildet auf der DDR-Briefmarke Michel-Nr. 1262)
- 1899: Rückzug von der Schlacht von Marignano, Wandfresko, 332,5 × 490 cm, Landesmuseum Zürich
- 1900: Ergriffenheit, Öl auf Leinwand, 115 × 70,5 cm, Wien, Belvedere, (Inv. Nr. 1942)
- 1902: Kiental mit Blüemlisalp, 102,5 × 71 cm, Öl, Beurret & Bailly, Basel 1914
- 1903: Blick ins Unendlich, Hamburger Kunsthalle
- um 1906: Landschaft am Genfer See, Öl auf Leinwand, 59,8 × 84,5 cm, München, Neue Pinakothek (Inv. Nr. 8715)
- 1907: Der Silvaplanersee im Herbst, Öl auf Leinwand, 71 × 92,5 cm, Zürich, Kunsthaus
- 1909: Femme joyeuse, Öl auf Leinwand, 127 × 74 cm, Privatbesitz, Schweiz
- 1909: Die Schynige Platte, (Landschaft im Berner Oberland), Öl auf Leinwand 67,5 × 90,5 cm, Musée d’Orsay, Paris
- um 1911: Genfer See von Chexbres aus, Öl auf Leinwand, 71 × 90 cm, Öffentliche Kunstsammlung, Basel
- 1911: Genfer See mit Jura, Öl auf Leinwand, 45,5 × 56,5 cm, St. Gallen, Kunsthalle
- 1911: Das Breithorn, Öl auf Leinwand, 70 × 77 cm, St. Gallen, Kunstmuseum
- um 1913: Thunersee mit Stockhornkette, Öl auf Leinwand, 59,5 × 89 cm, Privatbesitz
- 1913: Einmütigkeit, Öl auf Leinwand, 53,5 × 163,5 cm, Hannover, Neues Rathaus, Hodlersaal[11]
- 1915: Montanalandschaft mit Becs de Bosson und Vallon de Réchy, 66 × 80 cm, Sotheby’s Zürich 2013
- 1916: Dents Blanches, 69,5 × 87,5 cm, Sotheby’s Zürich 2013
- 1917: Landschaft bei Caux mit aufsteigenden Wolken, Öl auf Leinwand, 65,5 × 81 cm, Zürich, Kunsthaus

Grafisches Werk
- 1891: Pariser Selbstbildnis, Bleistift auf Papier, 20 × 16 cm, Privatbesitz
- um 1891: Arbeitslos, Bleistift, Kohle, Pastell, Wasserfarben, 61 × 47 cm, Privatbesitz
- 1892/93: Anbetung, Bleistift, Wasserfarbe, schwarze Kreide auf Papier, 62 × 45 cm, Winterthur, Kunstmuseum
- 1912: Doppelbildnis Valentine Godé-Darel und Ferdinand Hodler, Bleistift auf Papier, Zürich, Kunsthaus
- 1918: Studie zum letzten Selbstbildnis, Bleimine auf cremefarbigem Papier, Genf, Musée d’art et d’histoire

## Ausstellungen der Gegenwart
Als Beleg für die breite Rezeption werden hier grosse Ausstellungen in der jüngeren Vergangenheit genannt.
- 1976/1977: Kunsthaus Zürich; Kunstverein St. Gallen; Villa Stuck, München; Kunstmuseum Bern – Ein Maler vor Liebe und Tod. Ferdinand Hodler und Valentine Godé-Darel. Ein Werkzyklus.
- 1983: Nationalgalerie Berlin; Musée du Petit Palais, Paris; Kunsthaus Zürich – Ferdinand Hodler 1853–1918
- 1989: Kunstmuseum Thurgau, Warth – Ferdinand Hodler. Sammlung Max Schmidheiny.
- 1992: Kunsthaus Zürich – Ferdinand Hodler. Zeichnungen der Reifezeit 1890–1918 aus der graphischen Sammlung des Kunsthauses Zürich.
- 1999/2000: Von der Heydt-Museum, Wuppertal – Ferdinand Hodler – Retrospektive. (140 Werke, darunter 30 Bilder aus der Sammlung Thomas Schmidheiny; Katalog s. u.).
- 2001: Sala de Exposiciones de la Fundación „la Caixa“, Madrid.
- 2004: Galerie der Stadt Stuttgart – Ferdinand Hodler zum 150. Geburtstag – Gemälde aus Schweizer Sammlungen. (40 Werke, Querschnitt, auch die Totenbilder der Mutter.)
- 2004: Kunsthaus Zürich in Koproduktion mit dem Musée d’art et d’histoire in Genf – Das Landschaftswerk von Ferdinand Hodler (Ausstellung von 72 Landschaftsbildern aus allen Schaffensperioden)
- 2007/2008: Musée d’Orsay, Paris – 81 Gemälde, zwei Dutzend Zeichnungen und Fotografien
- 2008: Kunstmuseum Bern – Über 150 Hauptwerke aus allen Schaffensabschnitten
- 2008: Szépművészeti Múzeum, Budapest
- 2013: Fondation Beyeler, Riehen[12]
- 2015/16: Museum Oskar Reinhart, Winterthur – Hodler, Anker, Giacometti: Meisterwerke der Sammlung Christoph Blocher
- 2017: Fondation Gianadda, Martigny – Hodler Monet Munch. Peindre l’impossible.
- 2017/2018: Kunst- und Ausstellungshalle der Bundesrepublik Deutschland, Bonn – Ferdinand Hodler: Maler der frühen Moderne
- 2017/2018: Leopold Museum, Wien – Ferdinand Hodler
- 2018/2019: Kunstmuseum Bern – Hodler // Parallelismus
- 2020: Albertina, Wien – Van Gogh, Cézanne, Matisse, Hodler. Die Sammlung Hahnloser.
- 2021/2022: Berlinische Galerie, Berlin – Ferdinand Hodler und die Berliner Moderne
- 2024: Kunsthaus Zürich – Apropos Hodler

## Auszeichnungen (Auswahl) und Ehrung
- 1910: Ehrendoktor der Universität Basel
- 1911: Holzfäller auf der Rückseite der Schweizer 50er-Note
- 1911: Mäher auf der Rückseite der Schweizer 100er-Note
- 1913: Offizier der französischen Ehrenlegion
- 1980: Gedenkmünze

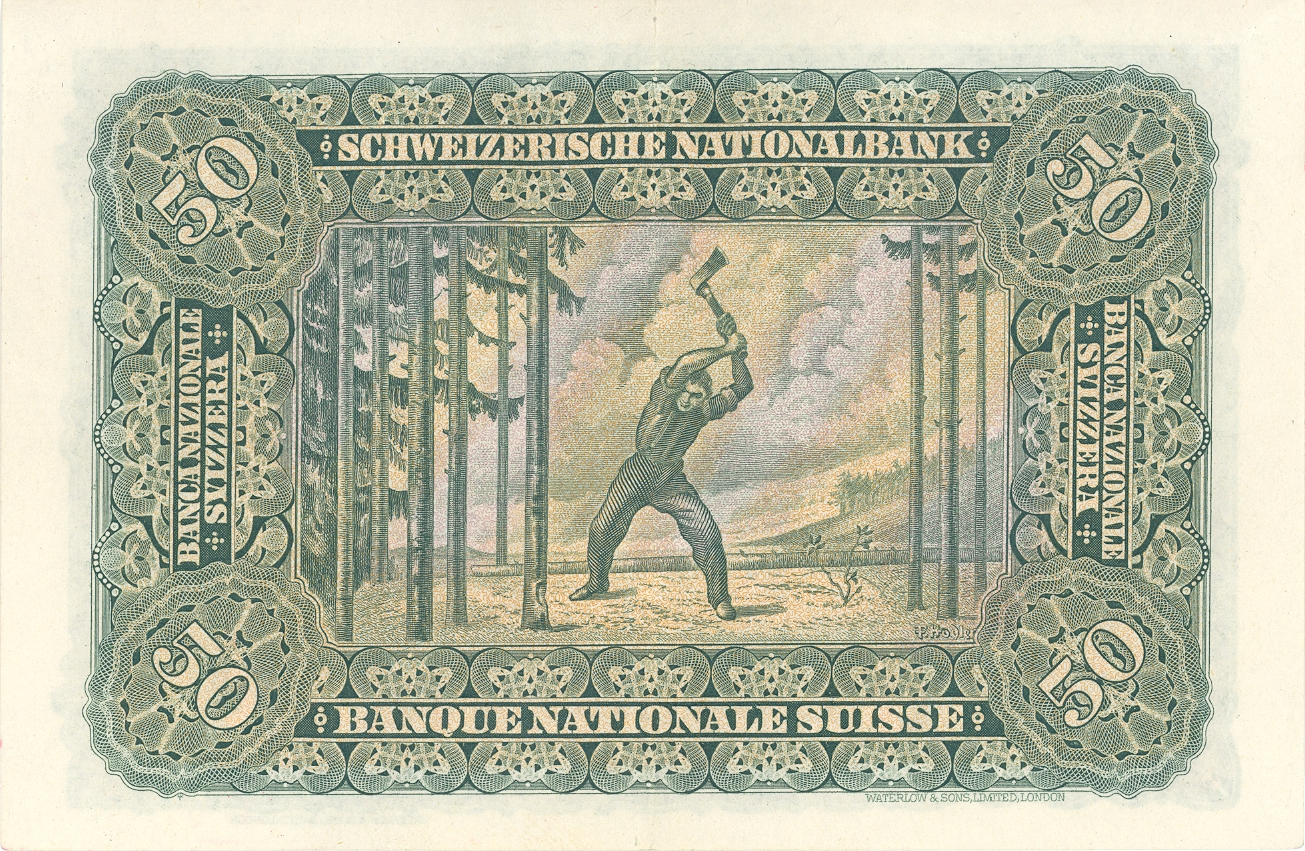
Holzfäller von Ferdinand Hodler auf der Rückseite der Schweizer 50er-Note, 1911
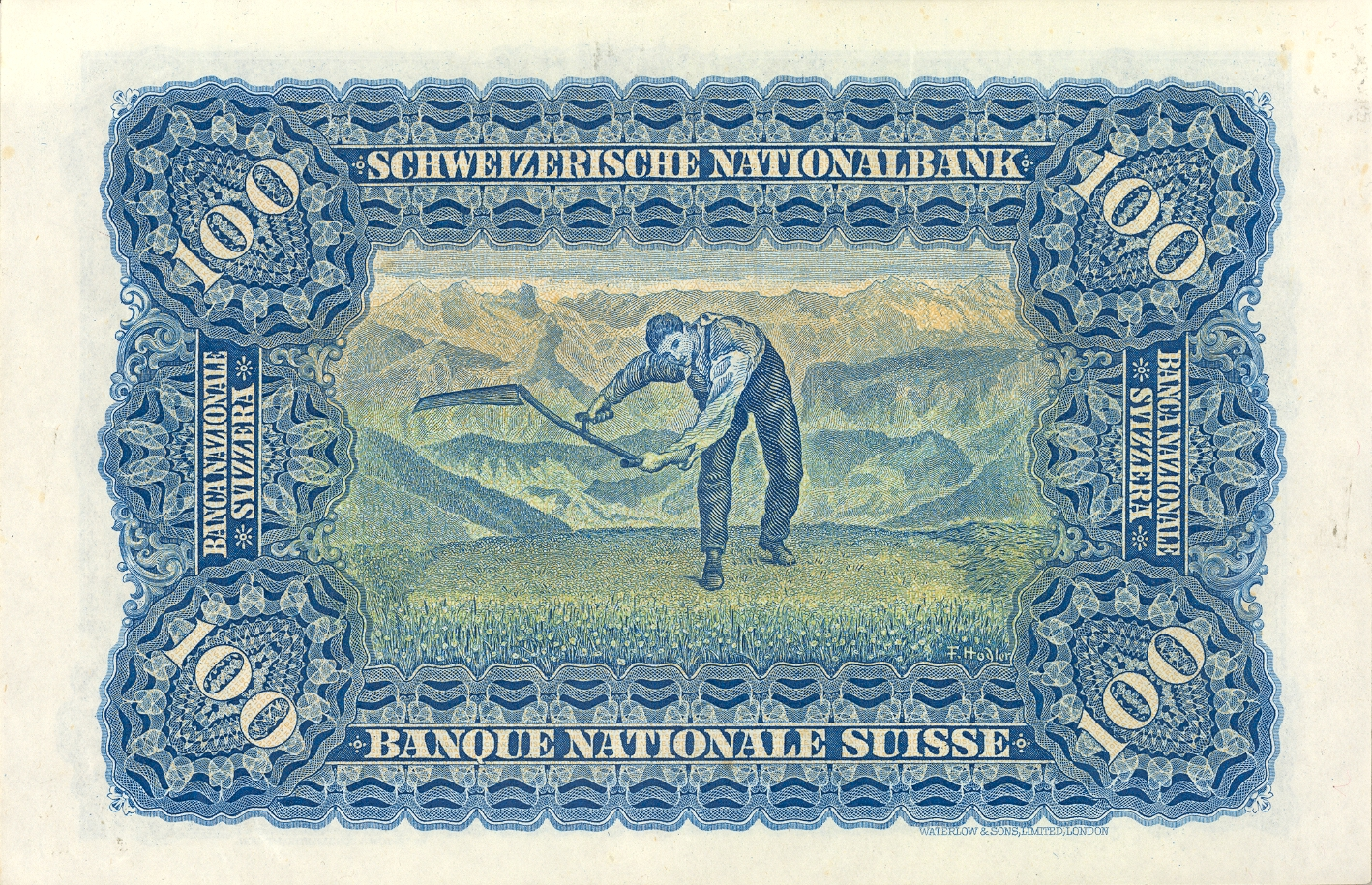
Mäher von Ferdinand Hodler auf der Rückseite der Schweizer 100er-Note, 1911
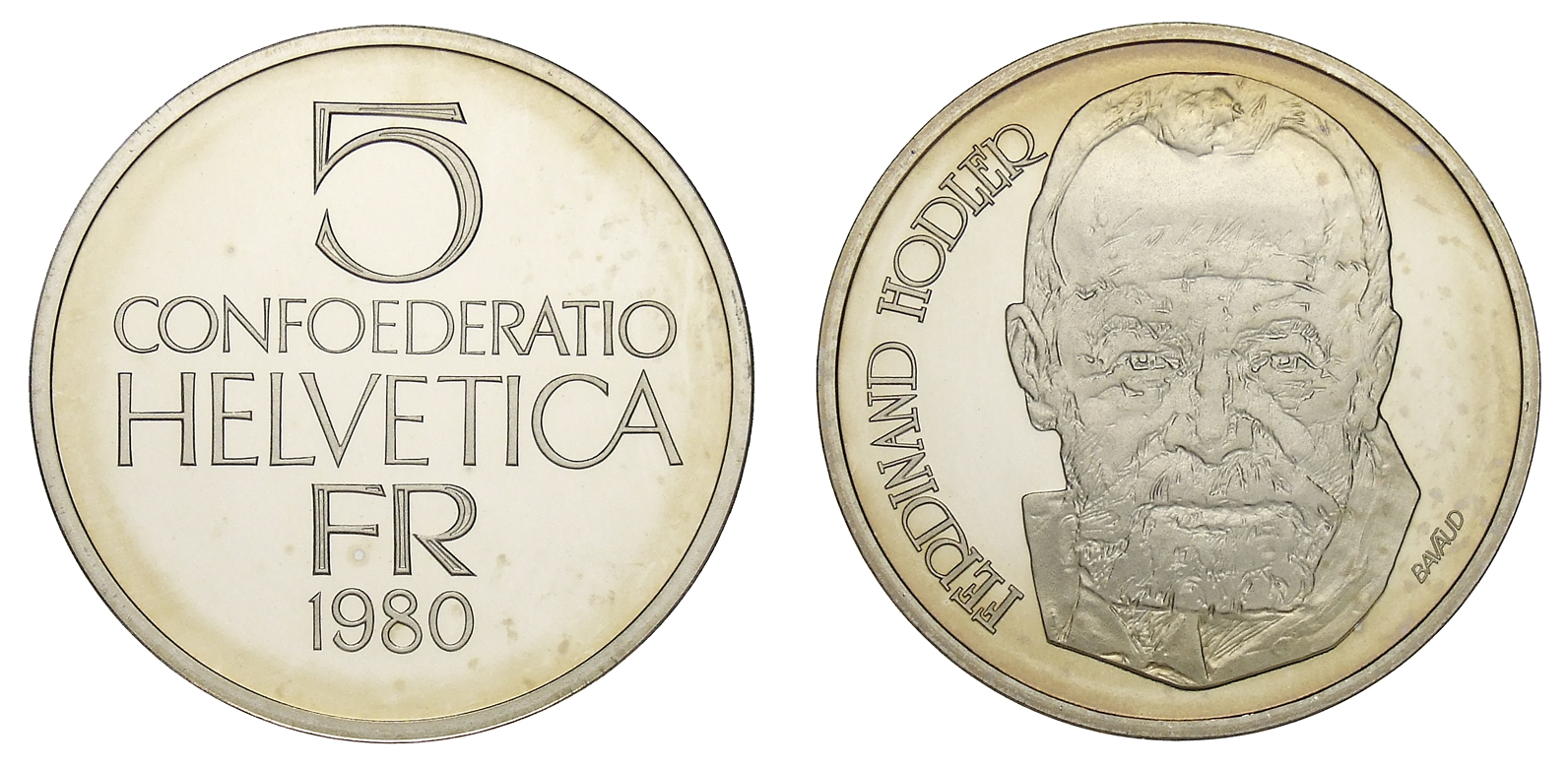
Gedenkmünze Ferdinand Hodler, 1980

### Biographisches
- Walter Hugelshofer: Hodler, Ferdinand. In: Neue Deutsche Biographie (NDB). Band 9, Duncker & Humblot, Berlin 1972, ISBN 3-428-00190-7, S. 299 f. (Digitalisat).
- Beat Sterchi und Cornelia Luchsinger (Hrsg.): Ferdinand Hodler. Biographische Erinnerungen. Scheidegger & Spiess, Zürich 2004, ISBN 3-85881-156-4

### Kunstkritik, Kataloge
- Anna Bálint: Auszug deutscher Studenten in den Freiheitskrieg von 1813 (1908–1909). Ferdinand Hodlers Jenaer Historiengemälde. Auftragsgeschichte, Werkgenese, Nachleben. In: Europäische Hochschulschriften, Reihe 28: Kunstgeschichte, Band 340, Verlag Peter Lang, Frankfurt/M., Berlin, Bern, New York, Paris, Wien 1999, ISBN 978-3-631-34658-7.
- Hans Mühlestein / Georg Schmidt: Ferdinand Hodler 1853–1918. Sein Leben und sein Werk. Rentsch, Erlenbach 1942; Unionsverlag, Zürich 1983, ISBN 3-293-00020-7.
- Jura Brüschweiler (Hrsg.): Ferdinand Hodler und sein Sohn Hector. Neujahrsblatt Zürcher Kunstgesellschaft 1966/1967.
- Jura Brüschweiler: Ferdinand Hodler im Spiegel der zeitgenössischen Kritik. Buchclub Ex Libris und Edition Rencontre, Lausanne, 1970.
- Jura Brüschweiler: Ferdinand Hodler. Ein Maler vor Liebe und Tod. Ferdinand Hodler und Valentine Godé-Darel, ein Werkzyklus 1908–1915. Ausstellungskatalog Zürich, St. Gallen, München und Bern, 1976/1977.
- Hodler und Freiburg. Die Mission des Künstlers. Hodler et Fribourg. La Mission de l’artiste. Ausstellungs-Katalog. Museum für Kunst und Geschichte, Freiburg in Ü., Benteli, Bern, 1981.
- Jura Brüschweiler (Hrsg.): Ferdinand Hodler. Benteli, Bern 1983, ISBN 3-7165-1109-9.
- Jura Brüschweiler: La participation de Ferdinand Hodler au „Panorama“ d’Edouard Castres et l’avènement du parallélisme hodlérien. In: Zeitschrift für Schweizerische Archäologie und Kunstgeschichte. Bd. 42, 1985/4, Zürich 1985.
- William Vaughan, Peter Wegmann, u. a.: Caspar David Friedrich to Ferdinand Hodler: A Romantic Tradition : Nineteenth-Century Paintings and Drawings from the Oskar Reinhart Foundation. Winterthur. (englisch)
- Rudolf Koella: Ferdinand Hodler. Verlag Hirmer, München 2002, ISBN 3-7774-8210-2. (Zur Ausstellung im Von der Heydt-Museum in Wuppertal)
- Waltraud ‘Wara’ Wende: Künstlerbilder – oder: Über den Umgang mit dem Tod bei Ferdinand Hodler und Erica Pedretti. In: Duitse Kroniek. Amsterdam 2003, S. 80–103.
- Matthias Fischer: Ferdinand Hodler. Des expositions en permanence. Le milieu artistique et culturel à Genève avant 1900. In: Ferdinand Hodler et Genève. Collection du Musée d’art et d’histoire Genève, édité à l’occasion de l’exposition au Musée Rath Ferdinand Hodler et Genève. Musée d’art et d’histoire, Genève 2005, S. 11–19.
- Dominik Müller: Erica Pedretti – Ferdinand Hodler. In: Konstanze Fliedl (Hrsg.): Kunst im Text. Stroemfeld/nexus 72, Frankfurt/Basel 2005, S. 181–199.
- Katharina Schmidt, László Baán, und Matthias Frehner (Hrsg.): Ferdinand Hodler. Hatje Cantz Verlag, 2008, ISBN 978-3-7757-2062-5.
- Ferdinand Hodler. Catalogue raisonné der Gemälde. Landschaften. Band 1. Hrsg. vom Schweizerischen Institut für Kunstwissenschaft Zürich. Scheidegger & Spiess, Zürich 2008, ISBN 978-3-85881-244-5. (Band 1 enthält Teilband 1 [Kat. 1–300] und Teilband 2 [Kat. 301–626, D1–D52 (fragliche Zuschreibungen), R1–R70 (irrtümliche und falsche Zuschreibungen)])
- Matthias Fischer: Der junge Hodler. Eine Künstlerkarriere 1872–1897. Nimbus, Wädenswil 2009, ISBN 978-3-907142-30-1.
- Ferdinand Hodler in Karikatur und Satire. Hrsg. und kommentiert von Matthias Fischer. / Ferdinand Hodler par la caricature et la satire. Éd. et commenté par Matthias Fischer. Benteli, Sulgen 2012, ISBN 978-3-7165-1718-5.
- Ferdinand Hodler. Catalogue raisonné der Gemälde. Bildnisse. Band 2. Hrsg. vom Schweizerischen Institut für Kunstwissenschaft Zürich. Scheidegger & Spiess, Zürich 2012, ISBN 978-3-85881-255-1. ([Kat. 627–1055, Kat. D53–D68 (fragliche Zuschreibungen), Kat. R71–R105 (irrtümliche und falsche Zuschreibungen).])
- Jill Lloyd und Ulf Küster (Hrsg.): Ferdinand Hodler. Fondation Beyeler, Riehen-Basel 2013; Hatje Cantz, Ostfildern 2013, ISBN 978-3-906053-05-9.
- Karoline Beltinger, Gabriele Englisch, Danièle Gros et al.: Kunsttechnologische Forschungen zur Malerei von Ferdinand Hodler, SIK-ISEA / Scheidegger & Spiess, Zürich 2007, ISBN 978-3-908196-56-3
- Karoline Beltinger: Hodler malt. Neue kunsttechnologische Forschungen zu Ferdinand Hodler, SIK-ISEA / Scheidegger & Spiess, Zürich 2019, ISBN 978-3-85881-626-9
- Tobias G. Natter (Hg.): Hodler, Klimt und die Wiener Werkstätte, Scheidegger & Spiess, Zürich 2021, ISBN 978-3-03942-016-2

### Dokumentarfilm
- Ferdinand Hodler – Das Herz ist mein Auge. Buch und Regie stammen von Heinz Bütler unter Mitarbeit von Jura Brüschweiler. Es kommen noch zu Wort: Peter Bichsel, Harald Szeemann und Rudolf Schindler. Länge 31 min, Format bereits 16:9, in PAL. Im Verleih von Accent Films International. 2003.

### Literarische Rezeption
- Robert Walser setzt sich 1925 in seinem kurzen Prosatext Hodlers Buchenwald[13] intensiv mit dem gleichnamigen Gemälde Ferdinand Hodlers aus dem Jahr 1885 auseinander.

- Erica Pedretti nimmt in ihrem Roman Valerie oder das unerzogene Auge (1986) die Sterbebilder Valentine Godé-Darels als Ausgangspunkt für Überlegungen zum Verhältnis von Maler und Modell.